# نبرد وارنا
نبرد وارنا در ۱۰ نوامبر ۱۴۴۴ میلادی در نزدیکی وارنا در شرق بلغارستان رخ داد. ارتش عثمانی به فرماندهی سلطان مراد دوم، ارتش‌ صلیبیون به فرماندهی اولاسلوی یکم و ژان هونیادی را شکست داد. این نبرد، آخرین نبرد جنگ صلیبی وارنا بود.
پس از پیشروی امپراتوری مسلمان عثمانی در خاک اروپا ولادیسلاو سوم پادشاه لهستان با حمایت پاپ اوژن چهارم جنگ صلیبی دیگری علیه مسلمانان به راه انداخت ولی نه برای فتح اورشلیم بلکه به منظور اخراج مسلمانان از سرزمین های اروپایی که به نبرد وارنا ختم شد.
نیروی های صلیبی به فرماندهی ولادیسلاو سوم و هونیادی در چند نبرد عثمانیان را عقب راندند و قسمت های زیادی از قلمروشان را اشغال کردند نیروی شورشگر آلبانی اعلام استقلال کردند و سلطان مراد دوم به نفع پسر ۱٢ ساله اش محمد دوم از سلطنت کناره گیری کرد.در این بین تعداد زیادی از نیروهای صلیبی به کشورشان بازگشتند ولی ولادیسلاو و هونیادی به قصد تصرف ادرنه پایتخت عثمانیان راهی شدند.محمد دوم که در خود توان مقابله نمیدید به پدرش مراد دوم نامه نوشت:
اگر شما سلطان هستید بیایید و ارتش خودتان را رهبری کنید اگر من سلطان هستم به شما دستور میدهم بیایید و ارتش مرا رهبری کنید.
پس از دریافت این نامه مراد دوم با فرماندهی ارتش عثمانی موافقت کرد.

## نبرد
نیروی های صلیبی برای تصرف بلغارستان به آنجا لشکر کشیدند،سلطان مراد سریعا با شصت هزار نفر به بلغارستان رفت و راه نیروهای صلیبی را در نزدیکی شهر وارنا بست.
صلیبیان ابتدا قصد عقب نشینی داشتند ولی با مخالفت هونیادی و ولادیسلاو تصمیم گرفتند با عثمانیان بجنگند. در روز دهم نوامبر ۱۴۴۴ میلادی سواره نظام عثمانی حمله ی شدیدی را به جناح راست صلیبیان ترتیب دادند و جناح راست آنان را متلاشی کردند،همزمان ولادیسلاو به قلب سپاه عثمانی حمله کرد ولی جان نثاران(سربازان ویژه عثمانی که به تفنگ مجهز بودند) جلوی او ایستادگی و او را کشتند.
بعد از کشته شدن ولادیسلاو روحیه سربازان صلیبی از بین رفت و تعداد زیادی از آنان فرار کردند. هونیادی که اوضاع را وخیم دید با چند صد سواره نظام به سمت مراد دوم حمله کرد ولی با تیرباران جان نثاران عثمانی مجبور به عقب نشینی شد.

## پیامد ها
بعد از جنگ وارنا مسیر فتح کنستانتینوپل برای ترک های عثمانی هموار شد و سلطان محمد فاتح آنجا را به پایتختی خود برگزید(۱۴۵٣میلادی).
این واقعه منجر به جنگ های بیشتری در منطقه بین ترکان عثمانی و مسیحیان اروپایی شد.